# Cyathea nervosa
Cyathea nervosa är en ormbunkeart som först beskrevs av William Ralph Maxon, och fick sitt nu gällande namn av Lehnert. Cyathea nervosa ingår i släktet Cyathea och familjen Cyatheaceae. Inga underarter finns listade.